# Hermann Tjaden

Foto von Hermann Tjaden als Student in Göttingen im Jahre 1880

Hermann Christian Tjaden (* 29. April 1861 in Norden; † 8. April 1952 in Bremen) war ein deutscher Arzt.

## Herkunft
Tjaden war der Sohn eines Arbeiters und Kaufmanns Anton Christian Tjaden und dessen Ehefrau Ida Mina Reemsten.

## Leben
Er studierte nach seinem Abitur zuerst ein Semester Mathematik an der Universität Tübingen und wechselte dann an die Georg-August-Universität in Göttingen, wo er mit dem Studium der Medizin begann. In Tübingen war er Fuchs bei der Landsmannschaft Schottland und in Göttingen wurde er im Sommersemester 1880 Mitglied der Verbindung und späteren Burschenschaft Holzminda. Nach seinem Examen übernahm er von 1885 bis 1896 eine Landpraxis in Kelsterbach in Hessen. Daneben beschäftigte er sich mit Fragen der Bakteriologe. 1892 legte er eine staatsmedizinische Prüfung ab. 1896 wurde er in Gießen Kreisassistenzarzt. Hier konnte Tjaden mit dem bedeutenden Hygieniker und Bakteriologen, dem Robert-Kochschüler Georg Gaffky, zusammenarbeiten. 1887 heiratete er Elisabetha Katharina Stein (1856–1945). Zum 1. Januar 1900 erfolgte seine Ernennung zum Regierungsrat am Kaiserlichen Gesundheitsamt in Berlin. Er beschäftigte sich mit der Maul- und Klauenseuche und verschiedenen Methoden der Milcherhitzung.
1901 wurde Tjaden als Medizinalrat zum Direktor des Bakteriologischen Instituts (seit 1903 Hygienisches Institut) in Bremen berufen. 1902 ernannte der Senat der Freien Hansestadt Bremen ihn zum Professor. 1904 übernahm er die Geschäftsführung des Gesundheitsrates für den Senat in Bremen. Er leitete damit faktisch das Gesundheitswesen in Bremen. 1911 war seine Beförderung zum Obermedizinalrat. 1926 trat er in den Ruhestand.

### Arzt und Hygieniker
Mit großem Erfolg befasste sich Tjaden mit der Gesundheitsfürsorge, der Sozialhygiene, der Bekämpfung ansteckender Krankheiten, dem Trinkwasserproblem, dem Desinfektionswesen und der Weserverschmutzung durch die Kali-Industrie. Die Trinkwasserleitung von der Sösetalsperre im Harz nach Bremen erfolgte auf seine Initiative. Er war führender Fachmann in Angelegenheiten der Flussverseuchung. Beim 46. Deutschen Ärztetags in Würzburg war sein Referat zur Sozialhygiene in Verbindung mit dem Wohnungswesen von großer Bedeutung. Grundlegend war sein Werk von 1907: Bremen in hygienischer Beziehung. Zudem schrieb er 1932 ein Buch zu Bremen und seine Ärzteschaft seit Beginn des 19. Jahrhunderts.

### Politisches Wirken
Nach dem Ersten Weltkrieg wurde Tjaden Mitglied der Deutschen Demokratischen Partei (DDP). 1919/20 vertrat er die Partei in der verfassungsgebenden Bremer Nationalversammlung. 1920 wandte er sich als einziger Vertreter gegen einen Beschluss des Reichsgesundheitsrats, wonach Ehebewerbern der Austausch von Gesundheitszeugnissen zur Pflicht gemacht werden sollte. Er und weitere drei Abgeordnete (von 31) stimmten gegen die Einführung der Zeugnisse. Diese Position setzte sich 1921/22 beim Reichsminister des Innern und der Mehrheit der Länder durch.
Noch 1943 wurde Tjaden mit 82 Jahren Mitglied der NSDAP. Das hatte zur Folge, dass er nach dem Krieg als Mitläufer eingestuft wurde. Hierzu schreibt Nitschke: „Daß mit Tjaden einer der wenigen Kritiker der Rassenhygiene vor 1933 am Ende genauso beurteilt wurde wie viele Vollstrecker der Rassenhygiene nach 1933, war keine Ironie des Schicksals – sondern Auswuchs eines fehlgeschlagenen Versuchs, die NS-Vergangenheit zu bewältigen.“ Dieser Meinung war auch der Bremer Senat und benannte 1956 als Anerkennung seiner Verdienste um das Bremer Gesundheitswesen eine Straße im Ortsteil Bremen-Sebaldsbrück nach ihm.

## Familie
Tjaden heiratete in erster Ehe Caroline Dieckerhoff (* 1855: † 20. März 1886). Nach ihrem Tod heiratete er am 30. Juli 1887 in Bensheim Elisabetha Katharina Stein (* 2. April 1856; † 1945). Das Paar hatte einen Sohn und zwei Töchter.

## Ehrungen
- 1951: Ehrenmitglied der Burschenschaft Holzminda
- 1956: Nach Hermann Tjaden wurde der Tjadenweg im Ortsteil Bremen-Sebaldsbrück benannt.

## Veröffentlichungen (Auswahl)
- Alkohol und Händedesinfektion. In: Zeitschrift für Geburtshilfe und Gynäkologie. 38, 1898, S. 351–403.
- Einige Bemerkungen zur Empfänglichkeit der Meerschweinchen gegen den Erreger der Hühnercholera. In: Centralblatt für Bakteriologie. Abt. 1, 25, 1899, S. 224.
- Zur Schularztfrage. In: Zeitschrift für Medizinal-Beamte. 16, 1899, S. 537–544.
- Milchversorgung der Großstädte und Typhusverbreitung. In: Gesundheits-Ingenieur. 26, 1903, S. 224.
- Über Immunität und Immunisierung. In: Deutsche Monatschrift für Zahnheilkunde. 22, 1904, S. 168–171.
- Hygienisch-bakteriologische Untersuchungsstellen in den Städten. In: Hygienische Rundschau 14, 1904, S. 609–622.
- Die Bekämpfung der Tuberkulose in Bremen. In: Soziale Medizin und Hygiene. 1, 1906, S. 20 und 79.
- Die Diphtherie als Volksseuche und ihre Bekämpfung. In: Deutsches Archiv für klinische Medizin. 89, 1906, S. 292–321.
- Nordseeklima und Tuberkulosebekämpfung. in: Medizinische Klinik. 3, 1907, S. 1123–1129.
- Bremen in hygienischer Beziehung. Festgabe zur 32. Versammlung des deutschen Vereins für öffentliche Gesundheitspflege, Bremen 1907.[3]
- Die Kaliindustrie und ihre Abwässer mit besonderer Berücksichtigung des Weserstromgebietes. Berlin 1915.
- Prostitution und Bevölkerungspolitik. In: Deutsche Medizinische Wochenschrift. 43, 1917, S. 1107–1109.
- Geschlechtskrankheiten und Prostitution. In: Klinische Wochenschrift. 2, 1923, S. 312–315.
- Gesundheitsfürsorge im Lichte der Biologie und Hygiene. In: Zeitschrift für Schulgesundheitspflege. 41, 1928, S. 619–626.
- Benzoesäure und Hackfleisch. In: Archiv für Hygiene und Bakteriologie. 104, 1930, S. 184–196.
- Kaffee und Coffein. In: Schweizer medizinische Wochenschrift. (Sonderbeilage) 62, 1932, S. 2–4.
- Bremen und die bremische Ärzteschaft seit dem Beginn des 19. Jahrhunderts. Bremen 1932.